# Grós
Grós románul: Groș, település Romániában, Erdélyben, Hunyad megyében.

## Fekvése
Vajdahunyadtól északnyugatra fekvő település.

## Története
Grósz, Tőkefalva nevét 1447-ben említette először oklevél p. Thwkefalwa in districtu Ha néven.
1453-ban p. Gros, 1458-ban p. Thekefalwa, 1808-ban Gross, 1888-ban Gros (Groos) néven írták.
1458-ban p. Thekefalwa Csulai és Domsosi-birtok volt. 1808-ban Gross {Bósgros közelében}

## Források

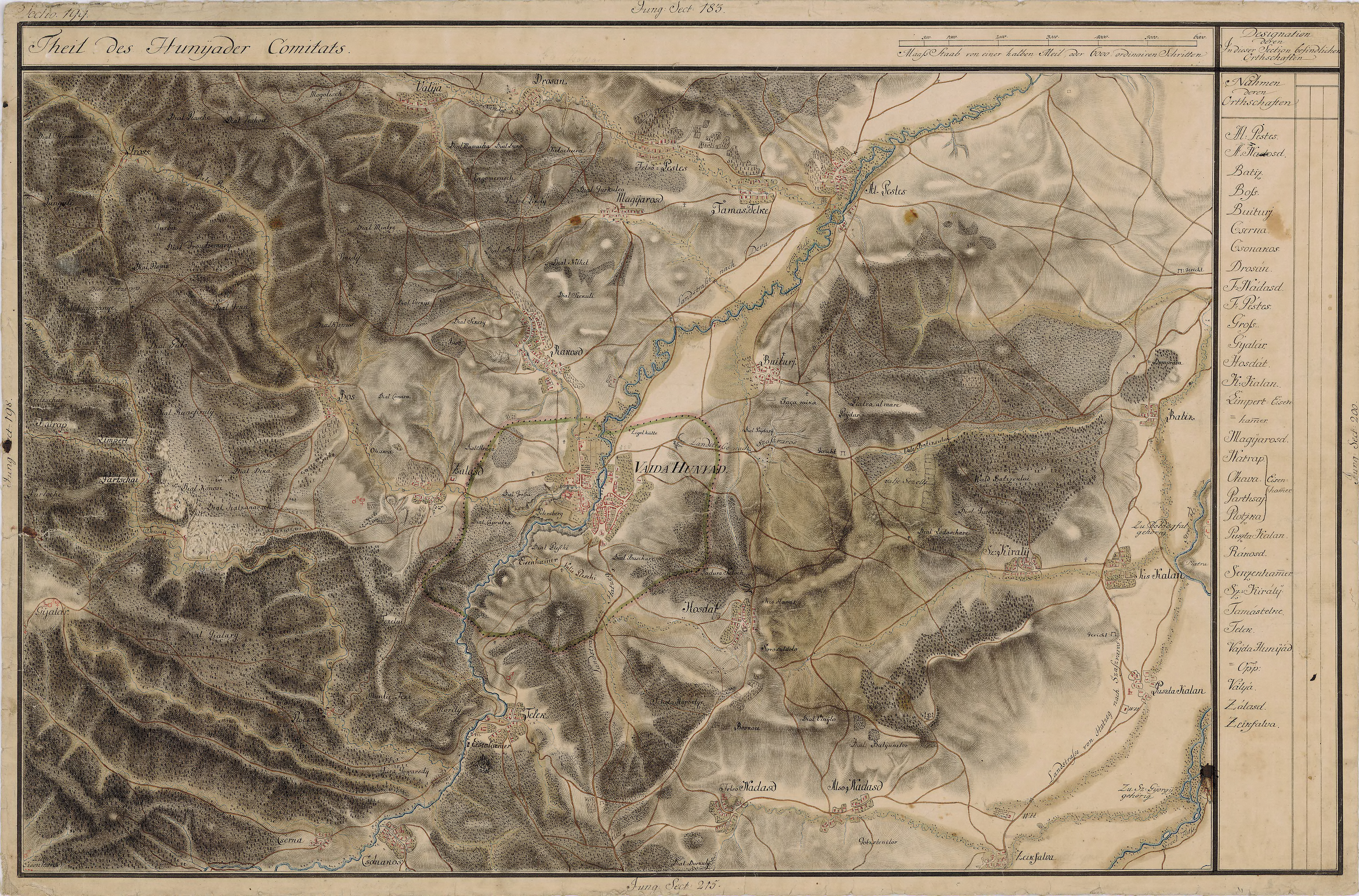
Grós egy régi térképen